# Hohlbügel
Der Hohlbügel ist eine 587,3 m ü. NHN hohe, bewaldete Erhebung der Weißenburger Alb, einem Teil des Mittelgebirges Fränkische Alb. Er liegt nahe dem Kernort von Raitenbuch im mittelfränkischen Landkreis Weißenburg-Gunzenhausen (Bayern) und ist die höchste Erhebung dieser Gemeinde.

## Geographie

### Lage

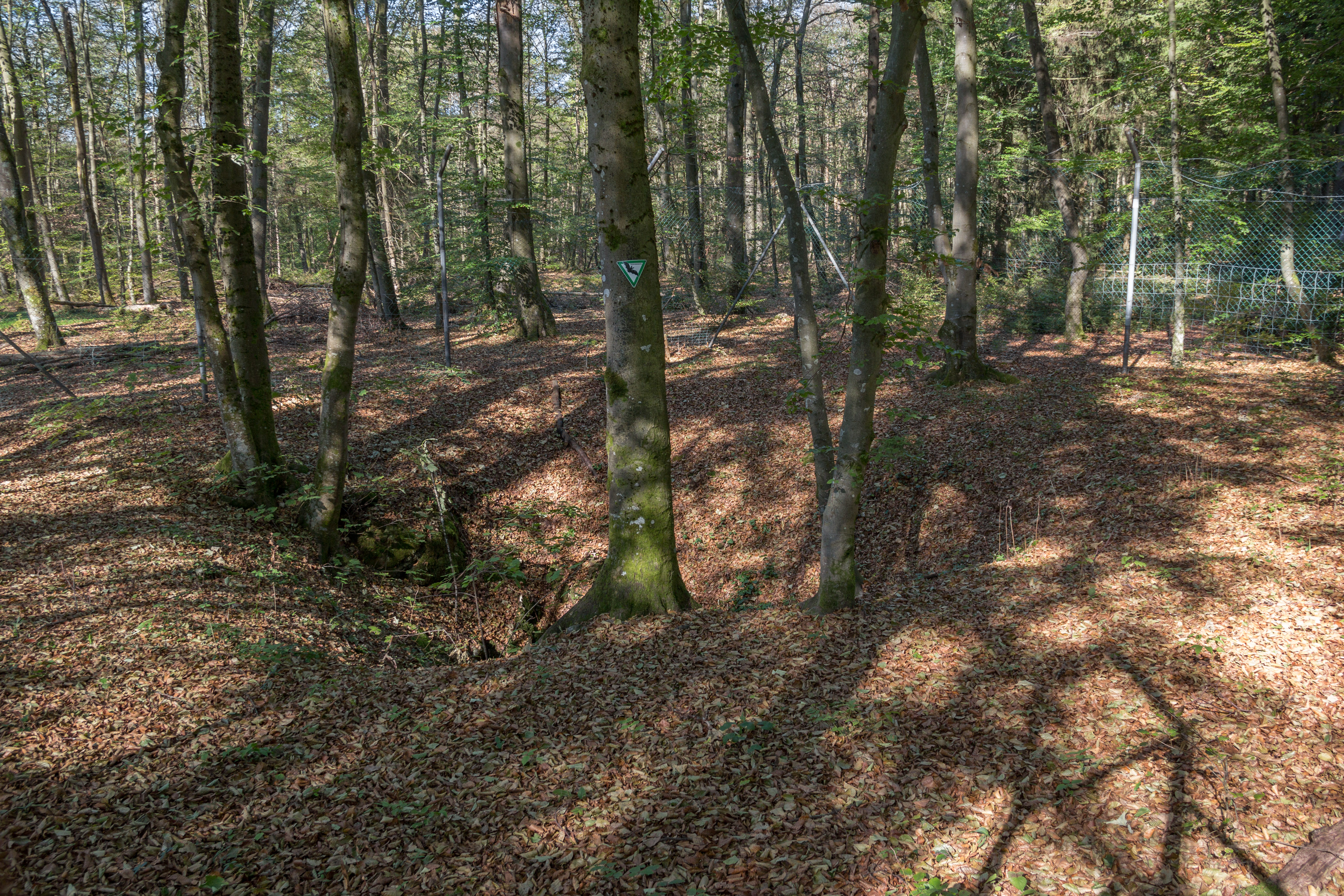
Hohlloch

Der Hohlbügel erhebt sich im Naturpark Altmühltal inmitten des Raitenbucher Forsts; nördlich schließt sich das bergnahe Waldgebiet Wildhau an. Sein im Raitenbucher Gemeindegebiet befindlicher Gipfel liegt etwa 3 km südsüdwestlich des Raitenbucher Kernorts und 4,6 km nordöstlich von Rothenstein, einem Ortsteil von Weißenburg in Bayern.
Vorbei am Hohlbügel führte im Altertum eine Römerstraße. Nahe seinem Gipfel liegt die Höhle Hohlloch, die als Geotop und Naturdenkmal ausgewiesen ist.
Die Höhle ist zum Schutze der Fledermäuse ganzjährig versperrt.

### Naturräumliche Zuordnung
Der Hohlbügel gehört in der naturräumlichen Haupteinheitengruppe Fränkische Alb (Nr. 08), in der Haupteinheit Südliche Frankenalb (082) und in der Untereinheit Altmühlalb (082.2) zum Naturraum Weißenburger Alb (082.26).

## Schutzgebiete
Auf dem Hohlbügel liegen Teile des Landschaftsschutzgebiets Schutzzone im Naturpark Altmühltal (CDDA-Nr. 396115; 1995 ausgewiesen; 1632,9606 km² groß) und des Fauna-Flora-Habitat-Gebiets Fledermauswinterquartiere in der südlichen Frankenalb (FFH-Nr. 6932-371; 7,97 ha).